# Universidade Estadual de Maringá
A Universidade Estadual de Maringá (UEM) é uma instituição pública de ensino superior, mantida pelo Estado do Paraná. Com sede na cidade de Maringá, possui campi nas cidades de Cianorte, Cidade Gaúcha, Goioerê, Ivaiporã e Umuarama, e extensões nos distritos de Floriano (Maringá) (Centro de Piscicultura) e Iguatemi (Maringá) (Fazenda Experimental) e na cidade de Porto Rico (Centro de Pesquisa em Porto Rico — Nupélia).
A instituição oferta 63 cursos de Graduação, 85 cursos de Especialização, 30 cursos de Mestrado, 17 cursos de Doutorado e 2 cursos de Pós-Doutorado.[carece de fontes?] O Campus Sede, com aproximadamente 100 hectares, fica no centro de Maringá, com uma população universitária de aproximadamente 20 mil pessoas, entre alunos, professores e servidores.

## História

### Origem
Criada pela Lei Estadual nº 6.034 de 6 de novembro de 1969, teve sua regulamentação dada pelo Decreto 18.109 de 28 de janeiro de 1970, quando da incorporação dos seguintes estabelecimentos de ensino superior:
- a) Faculdade Estadual de Ciências Econômicas de Maringá (criada em 1959)
- b) Faculdade Estadual de Direito de Maringá (criada em 1967)
- c) Faculdade de Filosofia, Ciências e Letras de Maringá (criada em 1967)

Seu reconhecimento como universidade se deu pelo Decreto Federal 77.583 de 11 de maio de 1976.

### Acontecimentos
Em 14 de dezembro de 2009, o Conselho Universitário da UEM aprovou a criação da Universidade Aberta à Terceira Idade (Unati), órgão suplementar ligado à Reitoria, com atividades gratuitas destinadas a pessoas idosas.
Em 2009, a Universidade Estadual de Maringá foi considerada a melhor universidade do estado do Paraná, pelo segundo ano consecutivo, segundo o IGC, do Ministério da Educação.
Em 2019, a UEM foi classificada como a 2ª colocada em um ranking mundial de igualdade de gênero nas publicações científicas, em que 54% das autoras de artigos são mulheres.

## Vestibular
A UEM realiza anualmente os Vestibulares de Inverno, com provas em julho, e de Verão com provas em dezembro. Também abre vestibulares para os cursos a distância, de acordo com sua implantação. Ainda são garantidas a reserva de vagas para indígenas e o o sistema de cotas sociais, que reserva 20% das vagas dos cursos de graduação em toda a instituição. Além disso, foi implantado em 2009 o Programa de Avaliação Seriada (PAS). Como em outras instituições de ensino no país, o aluno é avaliado ao final de cada ano letivo do ensino médio, dispensando assim o vestibular. O vestibular da UEM é um dos mais difíceis e concorridos do Brasil.[carece de fontes?]
Em 2019, a UEM aprovou o sistema de cotas raciais para o vestibular, que será implementado a partir do Vestibular de Inverno de 2020.

## Estrutura

### Bibliotecas
A Universidade Estadual de Maringá possui a Biblioteca Central Estudantil com 13.298,03 m2 que atende a maior parte dos estudantes da instituição, além de bibliotecas setoriais, como a Biblioteca Setorial do Hospital Universitário, que atende a área médica, e a Biblioteca Setorial do Nupélia que atende as área de pesquisa em Limnologia, Ictiologia e Aquicultura.

### Museus
A instituição possui museus abertos à visitação, como o Museu Dinâmico Interdisciplinar (MUDI) inspirado no Museu Catavento, e o Museu da Bacia do Paraná, um lugar com registros da memória e as históricas da população local.

## Galeria de imagens

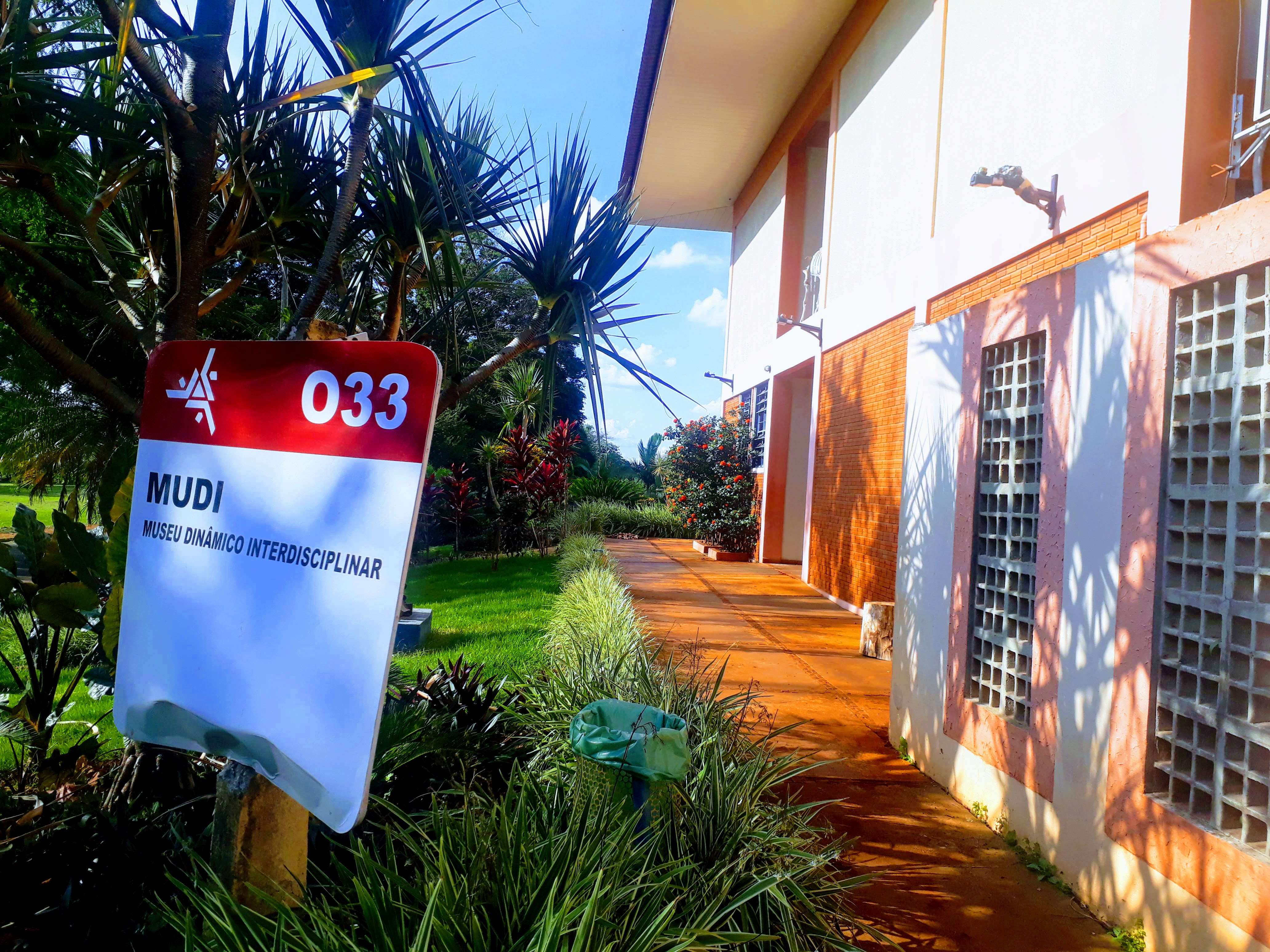
Museu Dinâmico Interdisciplinar (MUDI) da Universidade Estadual de Maringá.
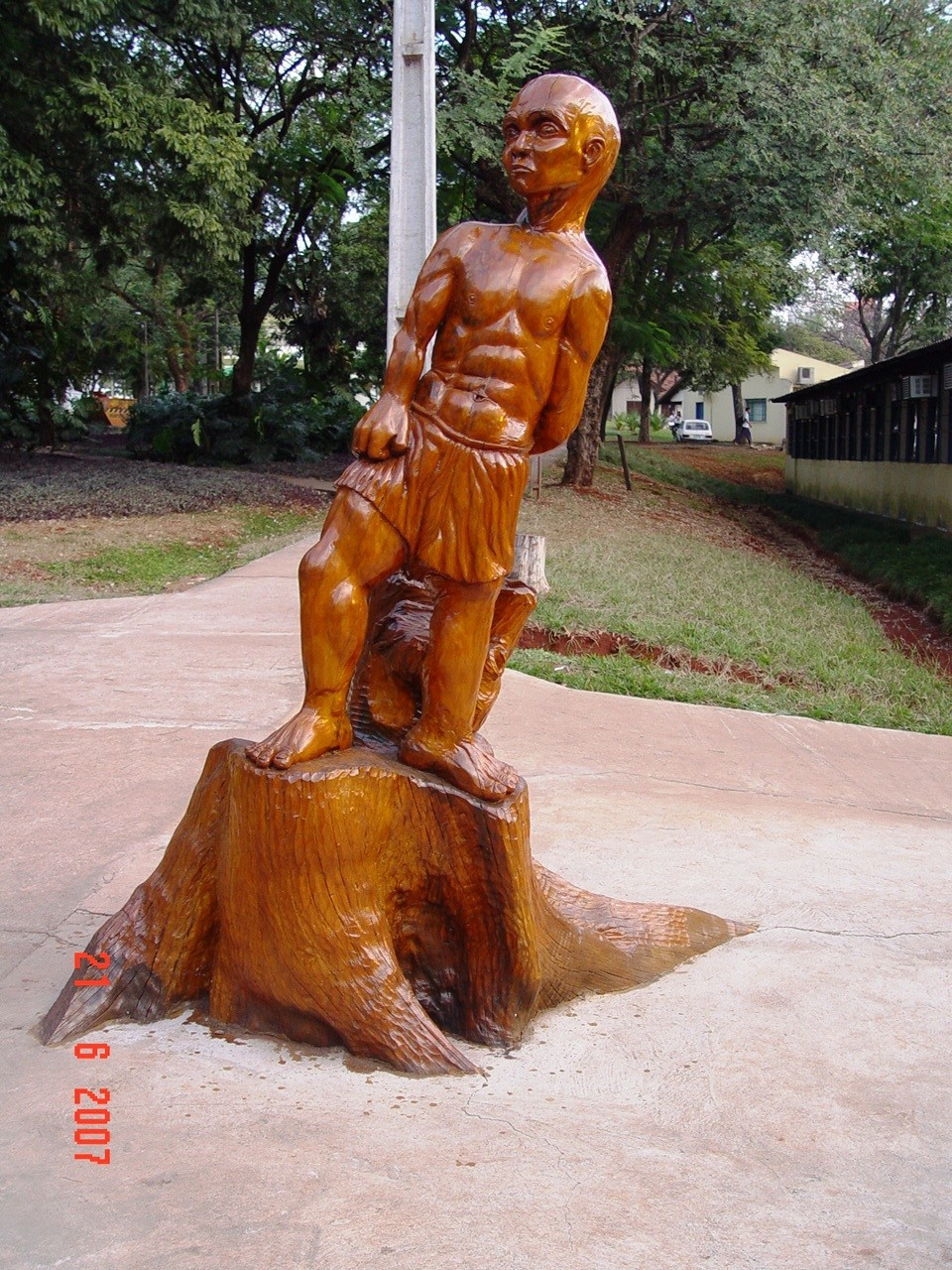
O Contemplador, escultura na UEM feita em um tronco de Flamboyant.
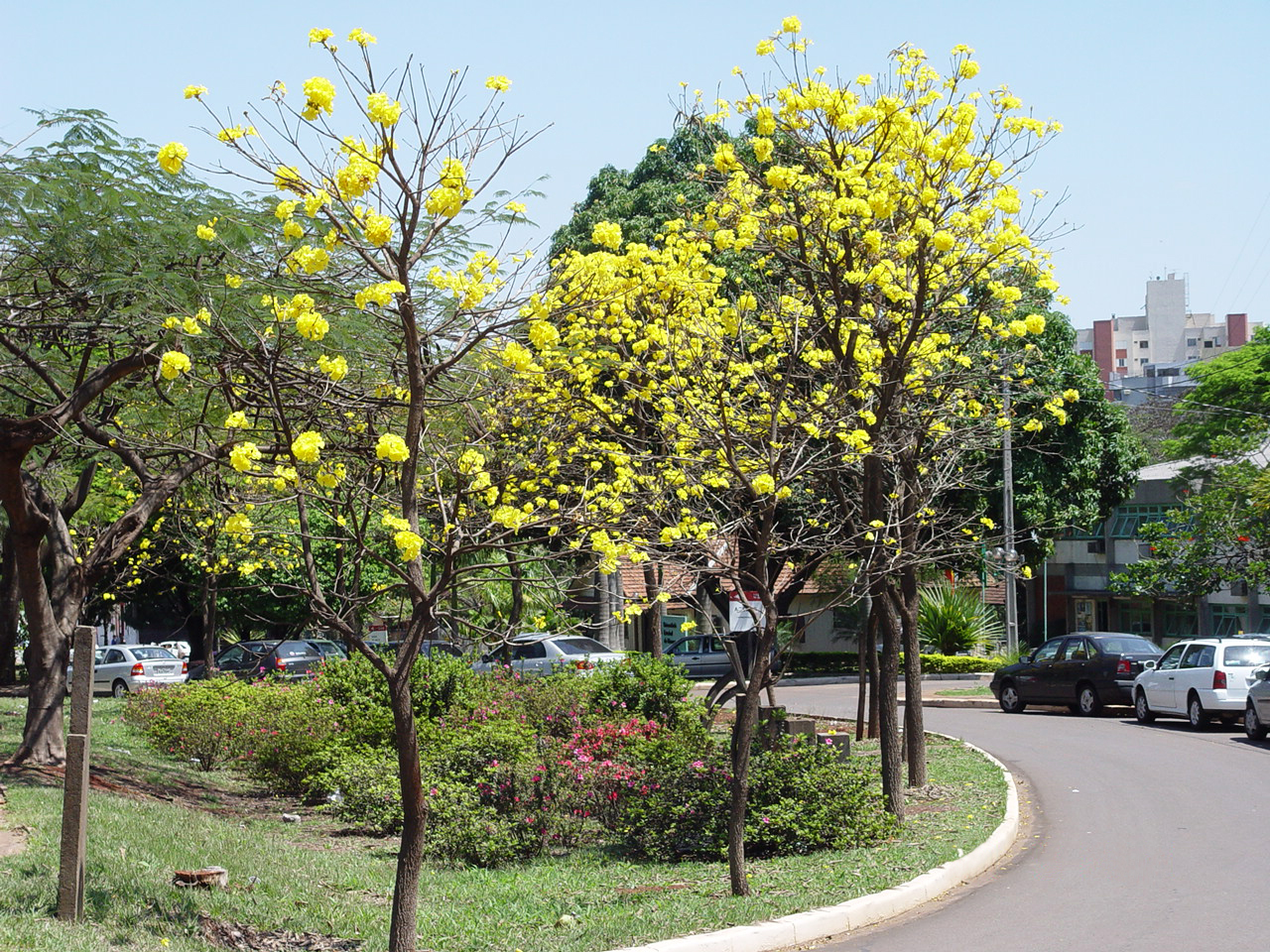
Ipê Amarelo no campus da UEM.
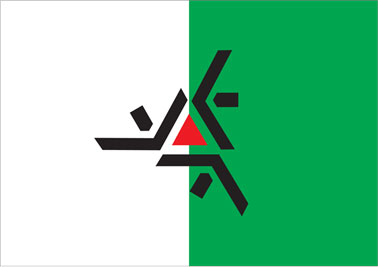
Bandeira da UEM.